# Zeitschrift für offene Vermögensfragen, Rehabilitierungs- und sonstiges Wiedergutmachungsrecht
Die Zeitschrift für offene Vermögensfragen, Rehabilitierungs- und sonstiges Wiedergutmachungsrecht (Abkürzung: ZOV) war eine seit 1991 im Berliner Grundeigentum-Verlag erscheinende juristische Fachzeitschrift, die sich mit dem gesamten Recht der Wiedergutmachung von Unrecht im Nationalsozialismus und in der DDR und insbesondere dem Recht der Rückerstattung entzogener Vermögenswerte befasste. 2020/2021 stellte die Zeitschrift ihr Erscheinen ein.

## Geschichte
Die Zeitschrift erschien bis Heft 4/2011 unter dem Namen Zeitschrift für offene Vermögensfragen, zunächst monatlich und später zweimonatlich. Seit 2012 erschien die Zeitschrift vierteljährlich. Frühere Herausgeber waren Richter und Ministerialbeamte wie August Kayser, Harald Kinne und Hans-Hermann Lochen sowie Rechtsanwälte wie Wolfgang Lüder und Jost von Trott zu Solz. Zuletzt verantwortete Dieter Blümmel die Zeitschrift.
Nach der Einstellung anderer Publikationen (Deutsch-Deutsche Rechts-Zeitschrift, VIZ – Zeitschrift für Vermögens- und Immobilienrecht; Offene Vermögensfragen spezial; Informationsdienst für Lastenausgleich) war die ZOV neben der Neuen Justiz, die noch regelmäßig Veröffentlichungen zum DDR-Unrecht bringt, die letzte Fachzeitschrift zu den von ihr behandelten Themen. Ihre Inhalte sind in der vom Grundeigentum-Verlag betriebenen elektronischen Datenbank verfügbar.
Die Zeitschrift wird in mehreren Gerichts- und Hochschulbibliotheken geführt.
Mit Heft 4/2020, das Anfang 2021 erschien, stellte die Zeitschrift ihr Erscheinen ein.

## Inhalte
Die ZOV war geprägt durch die Wiedergabe maßgeblicher Gerichtsentscheidungen. Daneben finden sich Fachaufsätze, Entscheidungsanmerkungen, Tagungsberichte und Nachrichten aus dem Bundesamt für zentrale Dienste und offene Vermögensfragen mit Informationen zu Rechtsvorschriften, Arbeitsanweisungen und Rundschreiben der zuständigen Ämter.
Zu den von der Zeitschrift behandelten Themengebieten gehörten insbesondere:
- Recht der offenen Vermögensfragen
- Rückerstattungsrecht
- Recht des Lastenausgleichs
- Kriegsfolgenrecht
- Recht der Rehabilitierung von SED-Unrecht nach dem Strafrechtlichen Rehabilitierungsgesetz sowie den entsprechenden Vorschriften zum Verwaltungsunrecht, zum Ausgleich beruflicher Benachteiligungen und zur Hilfe für ehemalige politische Häftlinge
- Recht der Stasi-Unterlagen.

Themenschwerpunkte bildeten zuletzt die rechtliche Behandlung von NS-Raubkunst, Rechtsfragen im Zusammenhang mit der Jewish Claims Conference und der Wiedergutmachung für Opfer der Boden- und Industriereform in der Sowjetischen Besatzungszone und für ehemalige DDR-Heimkinder.